# Женщины за решёткой (фильм, 1983)
«Женщины за решёткой» (англ. Chained Heat, другое название — «Стра́сть на цепи́») — художественный фильм 1983 года совместного производства студий США и ФРГ, поставленный режиссёром Полом Николасом.

## Сюжет
Молодая девушка Кэрол (Линда Блэр) осуждена за то, что сбила насмерть на машине незнакомого человека. Она попадает в тюрьму, где царит коррупция и разврат. Сложность в том, что заключённые разделены на расовые группы. Но в конце концов они должны объединиться, чтобы спастись.

## В ролях
- Линда Блэр — Кэрол Хендерсон
- Сибил Дэннинг — Эрика
- Джонна Ли — Сюзи
- Нита Талбот — Кауфман
- Джон Вернон — Уорден Бэкмен
- Тамара Добсон — Дюшес
- Стелла Стивенс — капитан Тейлор
- Генри Сильва — Лестер
- Шэрон Хьюс — Вэл
- Кендал Колдвел — Бутс
- Грета Блэкберн — Лулу
- Луиза Мориц — Сисястая (Bubbles)
- Дженнифер Эшли — Гриндер
- Джоди Медфорд — Голубоглазая

## Награды
Золотая малина (1984)
Победитель:
- Сибил Дэннинг — Худшая женская роль второго плана.

Номинации:
- Линда Блэр — Худшая женская роль.